# Hendrie Oakshott
Hendrie Dudley Oakshott, baron Oakshott (8 novembre 1904 - 1er février 1975), connu sous le nom de Hendrie Oakshott, 1er baronnet, de 1959 à 1964, est un homme politique du Parti conservateur britannique.

## Biographie
Aux élections générales de 1950, il est élu député de la circonscription de Bebington dans la péninsule de Wirral, dans le Merseyside. Il occupe son siège pendant trois autres élections générales, avant de se retirer de la Chambre des communes aux élections générales de 1964. Il est remplacé comme député par le futur Chancelier de l'Échiquier et ministre des Affaires étrangères, Geoffrey Howe.
Il est créé baronnet, de Bebington dans le comté palatin de Chester, le 10 juillet 1959 et créé pair à vie comme baron Oakshott, de Bebington dans le comté palatin de Chester le 21 août 1964. Lord Oakshott est décédé en février 1975, à l'âge de 70 ans. Il est remplacé comme baronnet par son fils aîné Anthony.